# Сихиат
Сихиат (осет. Сыхуат) или Цихиата (груз. ციხიათა), также Нижний Сихиат (осет. Дæллаг Сыхуат) или Диди-Цихиата (груз. დიდი ციხიათა) — село в Закавказье. Расположено в Знаурском районе Южной Осетии, фактически контролирующей село; согласно административно-территориальному делению Грузии — в Карельском муниципалитете.

## География
Расположено на северо-востоке Знаурского района к югу от села Цорбис, севернее сёл Бекмар и Ходабул.

## Население
Основное население составляют осетины. В 1987 году — 110 жителей. По переписи 2015 года — 47 человек.

## Известные уроженцы
- Джиоев, Давид Антонович (1913—1968) — юго-осетинский писатель.

## Топографические карты
- Лист карты K-38-64 Цхинвали. Масштаб: 1 : 100 000. Состояние местности на 1987 год. Издание 1989 г.